# Uirapuru (Goiás)
Uirapuru is een gemeente in de Braziliaanse deelstaat Goiás. De gemeente telt 3.117 inwoners (schatting 2009).

## Aangrenzende gemeenten
De gemeente grenst aan Amaralina, Crixás, Mundo Novo, Nova Crixás en Santa Terezinha de Goiás.